# Bugeye

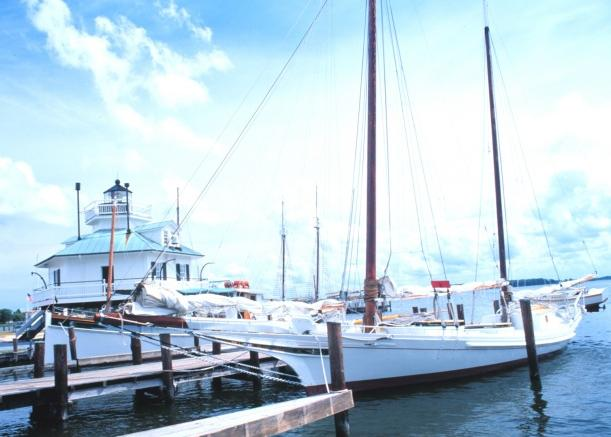
Le bugeye Edna E. Lockwood au musée maritime de la baie de Chesapeake

Le bugeye est un type de voilier développé dans la baie de Chesapeake pour le dragage des huîtres. Ancêtre du skipjack, cet ancien bateau ostréicole a été remplacé par ce dernier au fur et à mesure de la baisse des récoltes d'huîtres.

## Origines
Entre 1820 et 1865, l'État du Maryland interdit la pratique du dragage pour les huîtres. Puis la loi a été assouplie mais l'utilisation du moteur resta cependant interdite jusqu'en 1965, année au cours de laquelle le dragage motorisé fut autorisé deux jours par semaine. Tant que le dragage des huîtres dans la baie de Chesapeake était interdit, les ostréiculteurs travaillant à partir d'un log canoe tiraient les huîtres à la pince. En 1854, la législature du Maryland a autorisé l'utilisation de dragues dans les eaux du comté de Somerset, étendant l'utilisation des dragues au reste de la baie après la guerre de Sécession. L'ouverture de la baie au dragage des huîtres après la guerre civile a créé un besoin de bateaux plus grands et plus puissants pour tirer des dragues à travers les parcs à huîtres.
Les premiers navires utilisés étaient les sloops, les pungys et les goélettes présentes sur la baie, mais aucun de ces types n'était vraiment adapté à cet usage et ces navires eux-mêmes étaient relativement coûteux à construire et à entretenir.
Les log canoe ne présentaient aucun de ces inconvénients, mais étaient trop petits pour transporter avec succès des dragues. Le résultat fut le développement au cours des années 1870 et 1880 d'un canot plus grand. La coque ouverte du canot était pontée, avec des écoutilles couvrant les cales créées en subdivisant la coque avec des cloisons. Ce bateau utilisait généralement le même plan de voile que le log canoe de la région de l'île Tilghman (une misaine, une grand-voile et un foc triangulaire), avec le mât de misaine plus haut que le mât de grand-voile. Les deux mâts étaient inclinés plutôt fortement vers l'arrière, le grand mât étant nettement plus incliné que le mât de misaine.
Pour tirer efficacement des dragues les bateaux utilisés ont continué à être agrandis et améliorés. Au début des années 1880, ou peut-être même plus tôt, les premiers bugeyes étaient en cours de construction. le skipjack, moins coûteux à construire, à exploiter et à entretenir, était pourtant très bien adapté au dragage des huîtres. Aucun bugeye fonctionnel ne semble avoir été construit après 1918, mais les bugeyes ont continué à être utilisés pour l'huître et le fret jusqu'au milieu du XXe siècle, bien qu'en nombre toujours plus petit. L'origine du nom est obscure.

## Conception

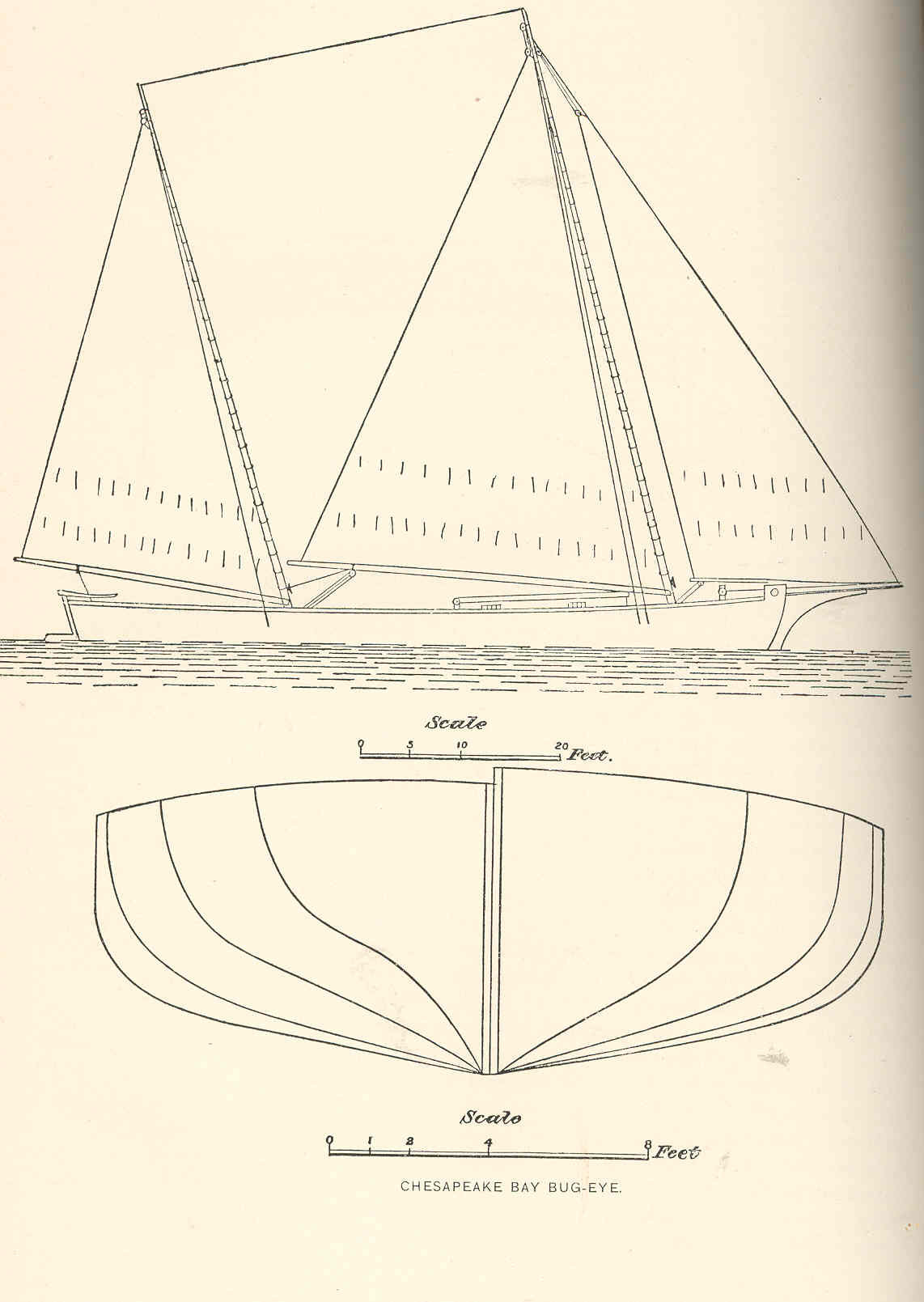
Schéma du bugeye

Le bugeye typique, conçu par William Reeves, originaire de la Nouvelle-Écosse, était un deux-mâts, avec une grand-voile triangulaire, une misaine et un foc. Contrairement au ketch moderne, le mât le plus en avant était appelé mât de misaine et le mât arrière était appelé mât principal ; le mât principal étant plus court que le mât de misaine. Les mâts étaient fortement inclinés et avaient des haubans. La coque était large et peu profonde, sans bouchain et le franc-bord était invariablement bas pour mieux hisser les dragues sur le pont. En raison du fond large et plat, une dérive a été installée à la place de la quille. Le beaupré portait le guindeau d'ancre.
Au centre du navire se trouvait le guindeau pour les lignes de dragage. Les premiers enrouleurs étaient de simples bobines à manivelle, éventuellement équipées de dispositifs pour éviter les blessures lorsque la drague se heurtait à un obstacle. Au fur et à mesure que les moteurs à essence et diesel sont devenus disponibles, ils ont remplacé le remontoir à manivelle. Dans les deux cas, une paire de rouleaux était montée sur le rail de chaque côté, pour protéger la coque du frottement et réduire la friction lorsque les dragues étaient soulevées.
Les bugeyes mesuraient en moyenne environ 55 pieds (17 m) de long, mais certains exemples ultérieurs mesuraient bien plus de 80 pieds (24 m) de long. Des variations dans le plan de voilure ont été essayées, notamment avec des focs supplémentaires, des voiles auriques et des trinquettes.

## Opération
La pêche des huîtres était pratiquée en hiver (les « mois en R » de septembre à avril). En été, les bateaux étaient utilisés pour des travaux de fret léger là où ils étaient disponibles.
Avec son faible franc-bord, le bugeye n'était généralement pas considéré comme un navire de haute mer; certains bateaux ont cependant navigué vers les Antilles hors saison pour le commerce tropical. Un bugeye, le Brown Smith Jones (en), a été construit pour le Maryland Department of Natural Resources Police (en). Il a eu la particularité d'être mis en service dans la  marine des États-Unis pendant la Première Guerre mondiale, prenant le nom d'USS Dorchester dans ce service.

## Déclin du bugeye

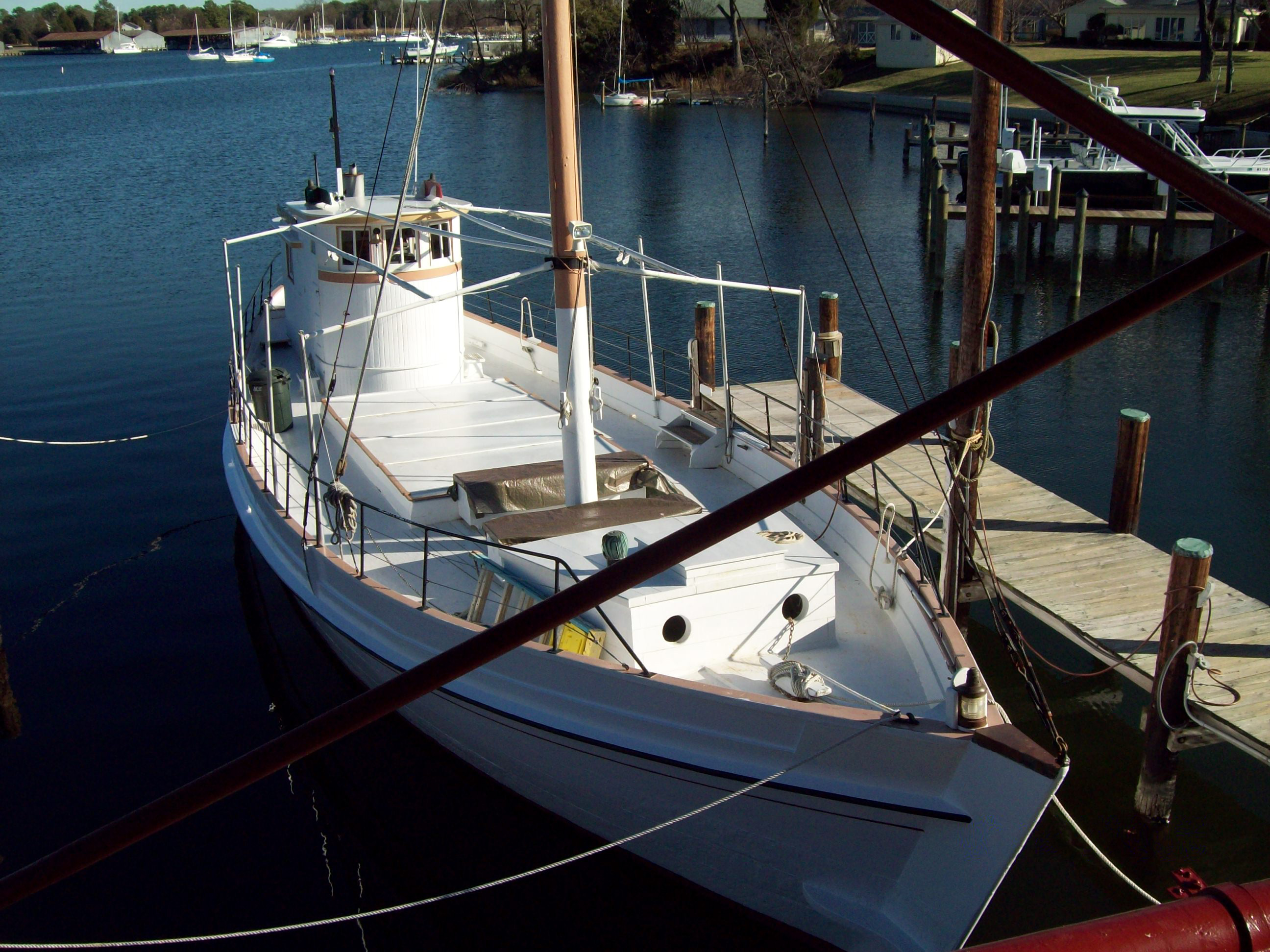
William B. Tennison

La construction des bugeyes a suivi de près la récolte d'huîtres, qui a culminé en 1884. À mesure que les prises diminuaient, le skipjack est devenu plus populaire, car il était plus petit et moins cher à construire. La construction du bugeye est tombée à presque rien peu de temps après le début du siècle.
Beaucoup de survivants ont abandonné le dragage et ont été transformé (Le William B. Tennison est un exemple survivant d'une telle conversion). Pour cette raison les bugeyes survivants sont extrêmement rares, et un seul l'Edna E. Lockwood survit dans sa version originale. Le plan type a cependant été repris comme une embarcation de plaisance, et de nouvelles versions à cet effet continuent d'être construites.

## Les survivants
L'un des meilleurs exemples du type encore existant est l'Edna E. Lockwood , qui est exposé au Chesapeake Bay Maritime Museum à St. Michaels, dans le Maryland lancé le 5 octobre 1889 à Tilghman Island. Le musée a entrepris sa restauration complète de 1975 à 1979 pour lui rendre son état original de 1910. C'est le dernier bugeye à conserver le gréement et l'apparence fonctionnelle du type, et c'est un National Historic Landmark.

## Galerie

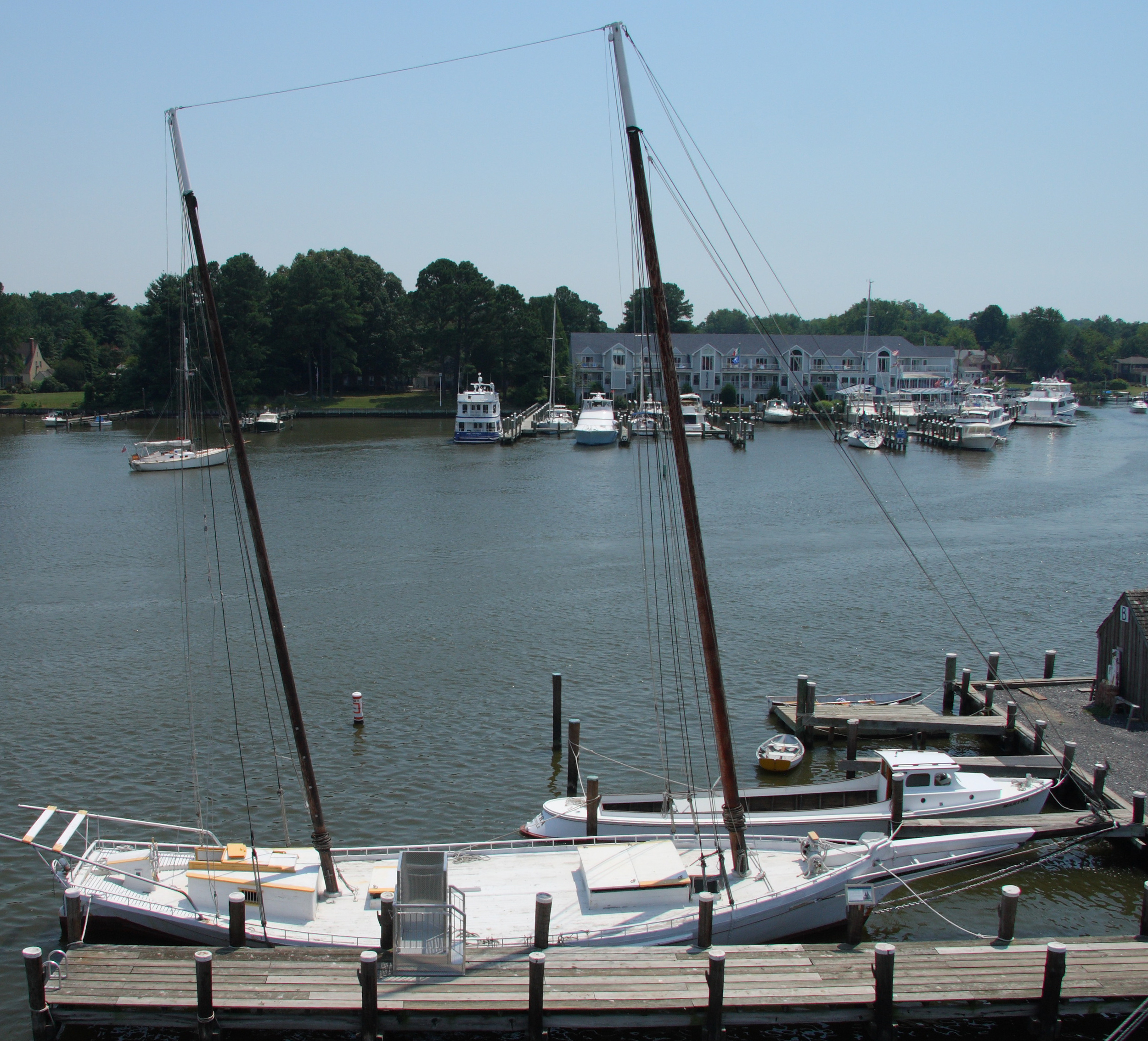
Edna E. Lockwood à quai du musée maritime
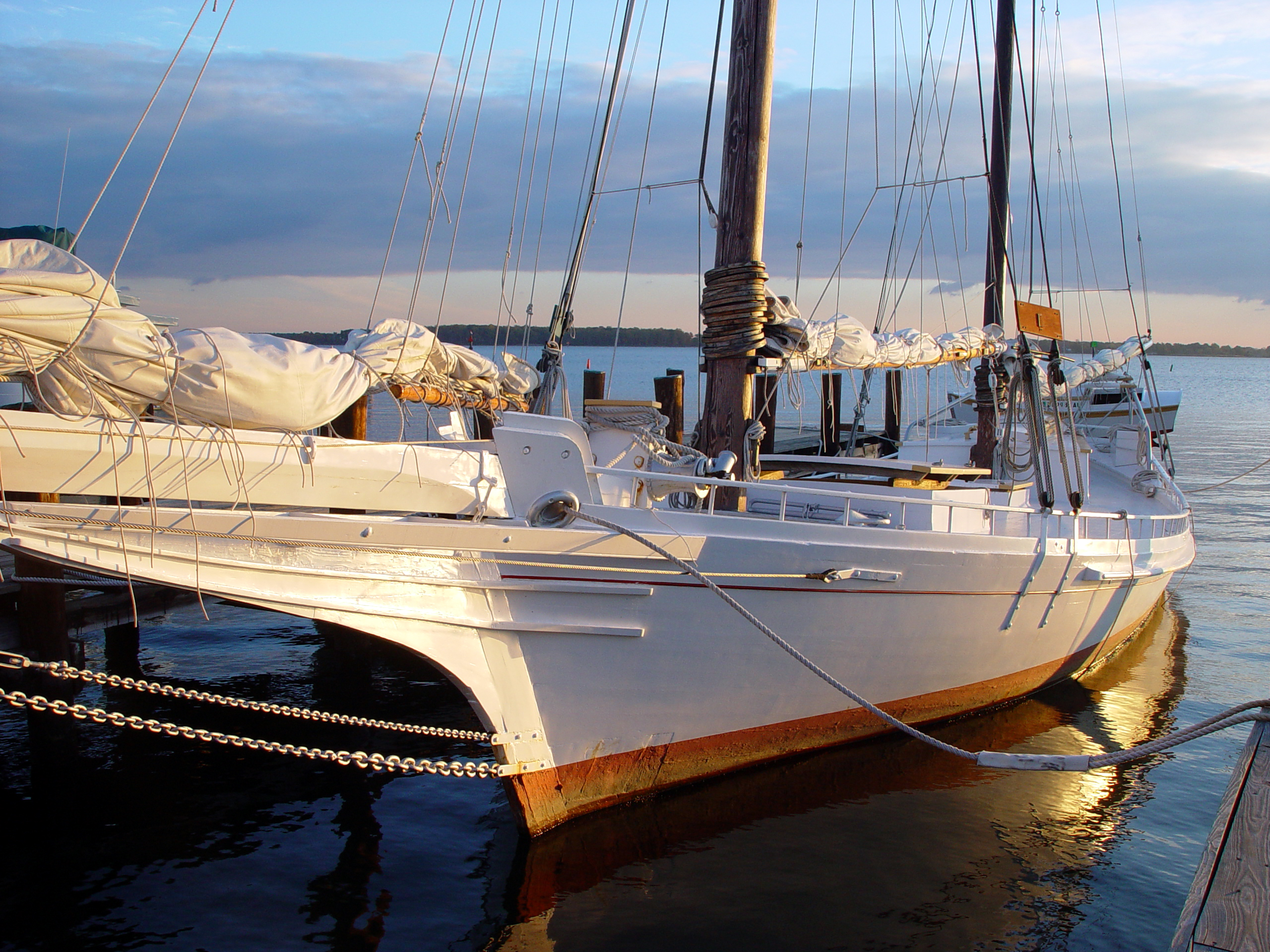
le beaupré
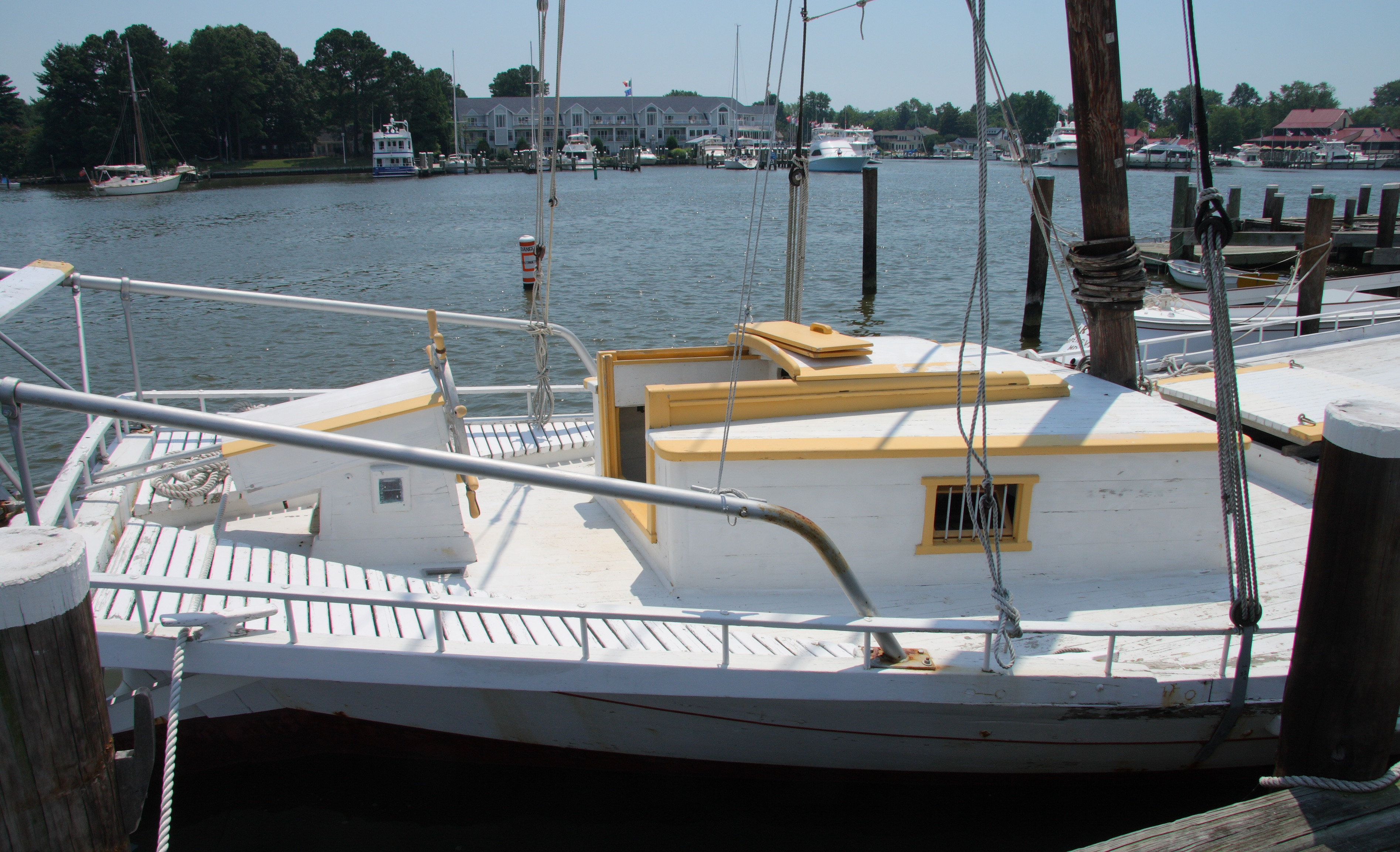
le rouf arrière